# کلات نادری
دژ طبیعی عظیمی است که در حدود ۴۴ مایلی شمال سوزیه، در شهرستان کلات، استان خراسان رضوی، ایران واقع شده است.

… از قلعه طبیعی فوق‌العاده کلات نادری دیدن کردم و از دیوار شمالی آن که یکی از کوه‌های این رشته است بالا رفتم. از روی تاج به دشت زرد نگاه کردم که در یکنواختی به سمت شمال کشیده شده بود و از بیکران بودن آن شگفت زده شدم…

پرسی سایکس، تاریخ ایران، ۱۹۲۱
این فلات در اصل فلات عظیمی است که محیطی حدود چهار مایل دارد که از قبل از دوران هخامنشیان به عنوان قلعه استفاده می‌شده است. از سه طرف با دیوارهای صخره‌ای بلند از ۴۵۷ متر در ضلع جنوبی تا ۶۰۹ متر در ضلع غربی با دیوارهای شرقی پایین‌تر و دشتی با شیب ملایم که از شمال به ارتفاعات منتهی می‌شود احاطه شده است.
این قلعه به عنوان تنها قلعه ای مشهور است که در برابر محاصره تیمور مقاومت کرده است.
ارتش اسکندر مقدونی آن را محاصره کرد. در حالی که اسکندر برای مقابله با یک رئیس سرکش ایرانی رفت، به کراتروس دستور داد که اکثریت ارتش را فرماندهی کند و قلعه را تصرف کند.
برخی از اولین مسافران اروپایی که به آنجا سفر کردند عبارتند از جان مک‌نایل و سرهنگ بیک (برادر چارلز تیلستون بیکه). ویلیام گیل پس از سفر خود با ولنتاین بیکر در سال ۱۸۷۳ به‌طور کاملتر آن را توصیف کرد:
«کلات یکی از قابل توجه‌ترین مکان در جهان است. این یک قلعه طبیعی است و اگر چیزی در جهان غیرقابل تسخیر باشد قطعاً کیلات است. توصیف دره شاد در رمان عاشقانه «راسلاس» تقریباً برای آن برداشت می‌شود. این دره بزرگی است که از هر طرف با کوه‌هایی احاطه شده است که از بیرون کاملاً غیرقابل دسترس است. [...] ساکنان گله‌های خود را دارند و ذرت خود را همه در دره کشت می‌کنند، و در نتیجه نمی‌توان آنها را از گرسنگی رها کرد.»

## مطالعات بیشتر
- Engels, Donald W. "Alexander the Great and the Logistics of the Macedonian Army", University of California Press. 1978. Pages 87–88.
- مقاله دانشنامه ایرانیکا